# Asie de l'Est
L'Asie de l'Est (ou Asie orientale) est une région d'Asie, comprenant : la Chine, la Corée (Corée du Nord et Corée du Sud), le Japon, la Mongolie (parfois rattachée à l'Asie centrale), Taïwan, éventuellement le Viêt Nam et Singapour, pour des raisons culturelles (ces pays sont plus généralement rattachés à l'Asie du Sud-Est pour leur position géographique), l'Extrême-Orient russe peut aussi être rattaché à cette région. Elle est couramment associée à la notion d'Extrême-Orient.

## Histoire
La Chine a été la première région habitée en Asie de l'Est et a sans aucun doute été le noyau de la civilisation est-asiatique à partir duquel se sont formées les autres parties de l'Asie de l'Est. Les diverses autres régions d'Asie de l'Est ont été sélectives dans les influences chinoises qu'elles ont adoptées dans leurs coutumes locales. L'historien Ping-ti Ho a qualifié la civilisation chinoise de « berceau de la civilisation orientale », parallèlement au « berceau de la civilisation moyen-orientale » le long du Croissant fertile englobant la Mésopotamie et l'Égypte antique, ainsi que le berceau de la civilisation occidentale englobant la Grèce antique,,,,,,,,,, et la Rome antique,,,.
La civilisation chinoise a existé pendant environ 1 500 ans avant que les autres civilisations d'Asie de l'Est n'émergent dans l'histoire. La Chine impériale a exercé une grande partie de son influence culturelle, économique, technologique et politique sur ses voisins,,,. Les dynasties chinoises successives ont exercé une énorme influence sur l'Asie de l'Est sur les plans culturel, économique, politique et militaire pendant plus de deux millénaires,,. Le système tributaire de la Chine impériale a façonné une grande partie de l'histoire de l'Asie de l'Est pendant plus de deux millénaires en raison de l'influence économique et culturelle de la Chine impériale sur la région, et a donc joué un rôle énorme dans l'histoire de l'Asie de l'Est en particulier,,. La prééminence culturelle de la Chine impériale a non seulement conduit le pays à devenir la première nation alphabétisée de toute la région, mais elle a également fourni au Japon et à la Corée des emprunts de mots chinois et des influences linguistiques ancrées dans leurs systèmes d'écriture.
Sous l'empereur Han Wudi, la dynastie Han a fait de la Chine la puissance régionale de l'Asie de l'Est, projetant une grande partie de son pouvoir impérial sur ses voisins,. La Chine des Han abritait la plus grande population unifiée d'Asie de l'Est, la plus alphabétisée et urbanisée, la plus développée économiquement, ainsi que la civilisation la plus avancée technologiquement et culturellement de la région à l'époque,. Des interactions culturelles et religieuses entre les Chinois et d'autres dynasties et royaumes régionaux d'Asie de l'Est ont eu lieu. L'impact et l'influence de la Chine sur la Corée ont commencé avec l'expansion vers le nord-est de la dynastie Han en 108 avant J.-C., lorsque les Chinois Han ont conquis la partie nord de la péninsule coréenne et établi une province appelée Lelang. L'influence chinoise ne tarde pas à s'enraciner en Corée, avec l'introduction du système d'écriture, du système monétaire, de la culture du riz et des institutions politiques confucéennes. La société Jomon, dans le Japon ancien, a intégré la culture du riz humide et la métallurgie grâce à ses contacts avec la Corée. À partir du quatrième siècle de notre ère, le Japon a incorporé le système d'écriture chinois qui a évolué en kanji au cinquième siècle de notre ère et est devenu une partie importante du système d'écriture japonais. L'utilisation du système d'écriture chinois a permis aux Japonais de mener leurs activités quotidiennes, de conserver des archives historiques et de donner forme à diverses idées, pensées et philosophies. Le Japon et la Corée ont commencé à incorporer activement dans leur culture et leur société des influences chinoises telles que le confucianisme, l'utilisation des caractères Han, l'architecture de style chinois, les institutions étatiques, les philosophies politiques, la religion, l'urbanisme et diverses méthodes scientifiques et technologiques, grâce à des contacts directs avec la Chine des Tang et les dynasties chinoises qui leur ont succédé,,. En s'inspirant du système politique des Tang, le prince Naka no Oe a lancé la réforme Taika en 645 après J.-C., qui a radicalement transformé la bureaucratie politique du Japon en un empire bureaucratique plus centralisé. Les Japonais ont également adopté le bouddhisme mahayana, l'architecture de style chinois et les rituels et cérémonies de la cour impériale, y compris la musique orchestrale et les danses d'État, ont subi des influences tang. Le chinois écrit gagna en prestige et certains aspects de la culture Tang, comme la poésie, la calligraphie et la peinture de paysage, se répandirent. Pendant la période Nara, le Japon commença à importer de manière agressive la culture et les styles de gouvernement chinois, notamment le protocole confucéen qui servit de base à la culture japonaise ainsi qu'à la philosophie politique et sociale,. Les Japonais ont également créé des lois inspirées du système juridique chinois, utilisées pour gouverner, ainsi que le kimono, inspiré de la robe chinoise (hanfu), au cours du huitième siècle de notre ère. Pendant de nombreux siècles, notamment du VIIe au XIVe siècle, la Chine s'est imposée comme la civilisation la plus avancée de l'Asie de l'Est et la première puissance militaire et économique, exerçant son influence par la transmission de pratiques culturelles et de modes de pensée chinois avancés qui ont grandement façonné la région jusqu'au XIXe siècle,,,.

## Galerie

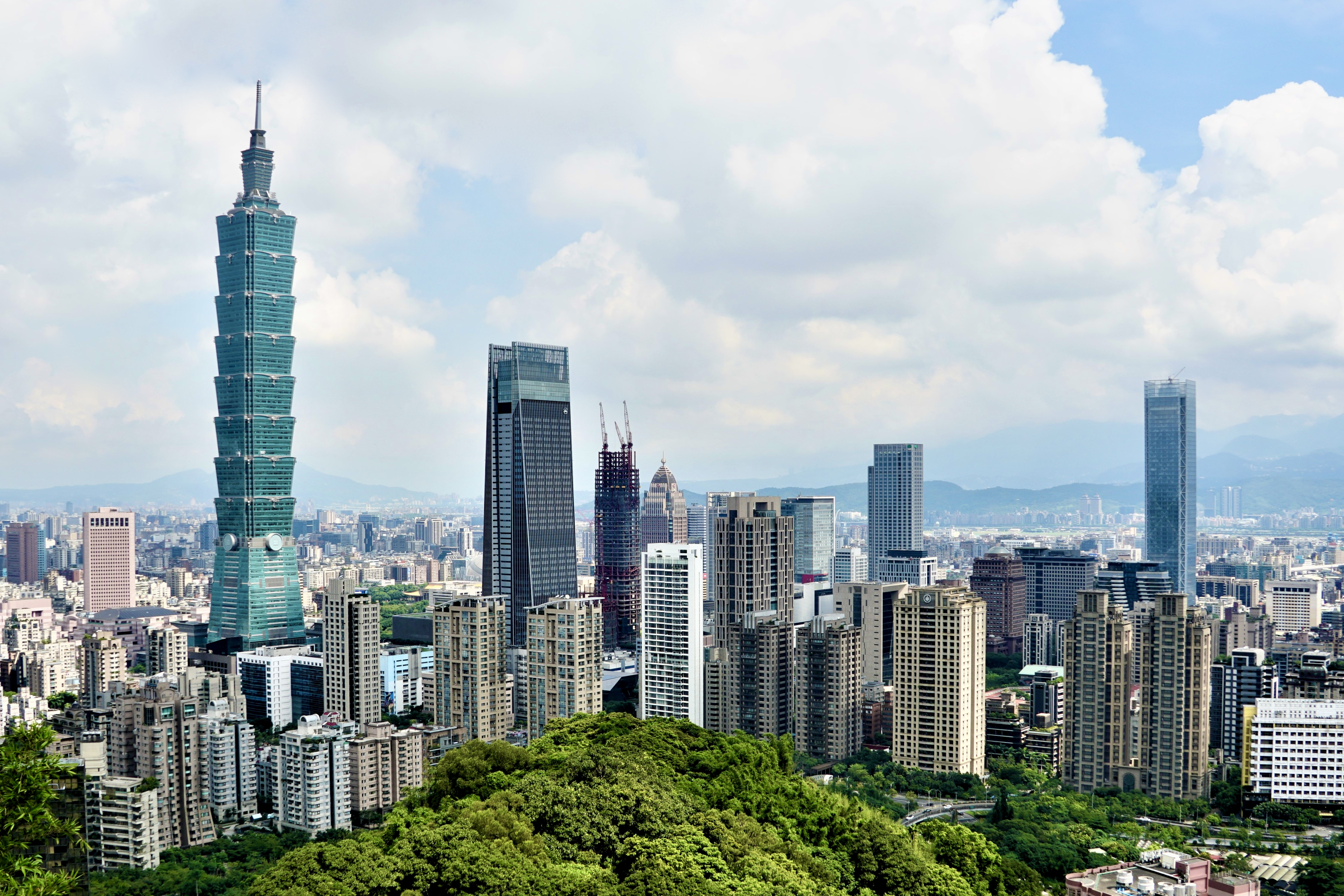
Taipei est la capitale de Taïwan.
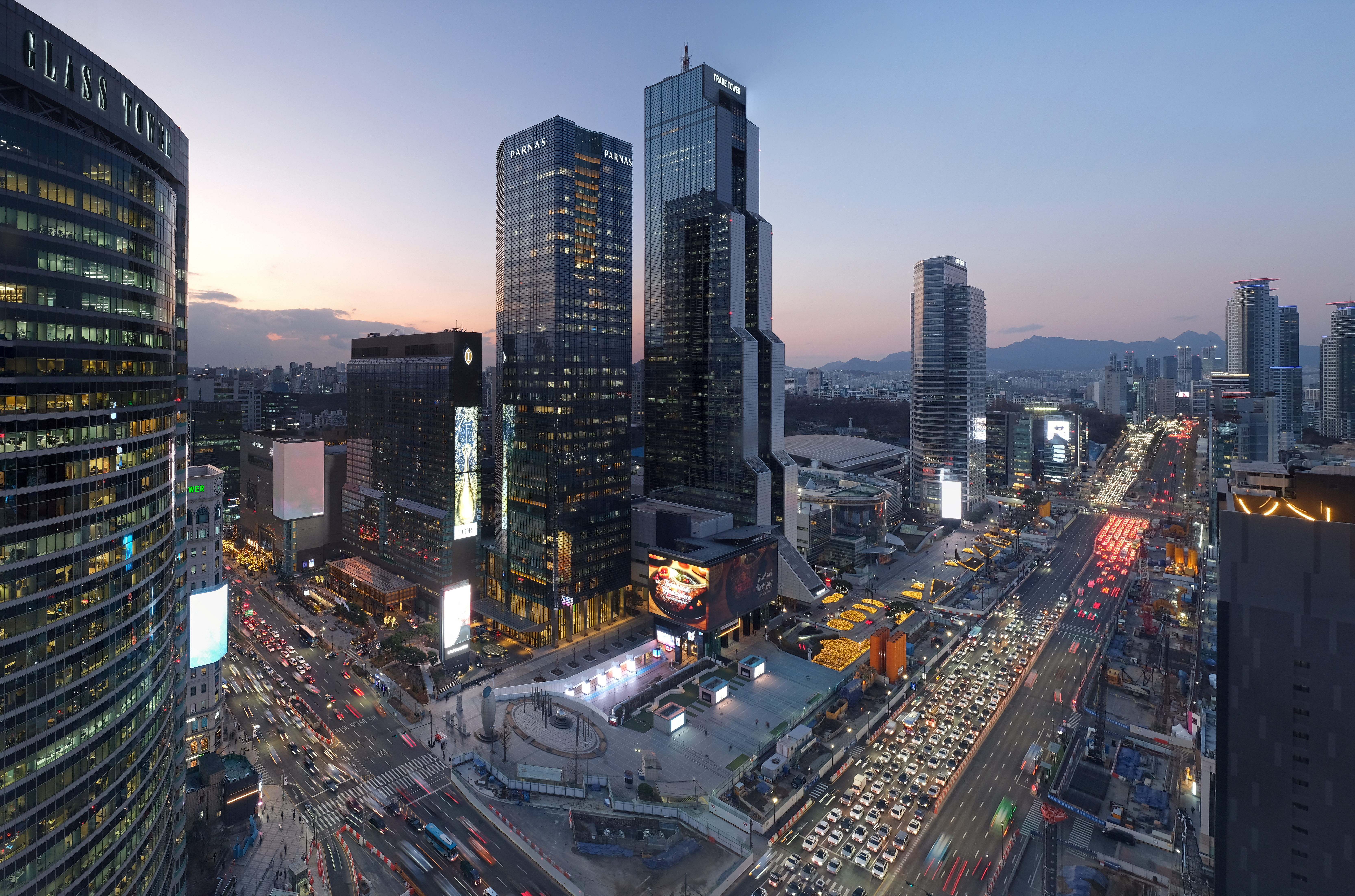
Séoul est la capitale de la Corée du Sud.
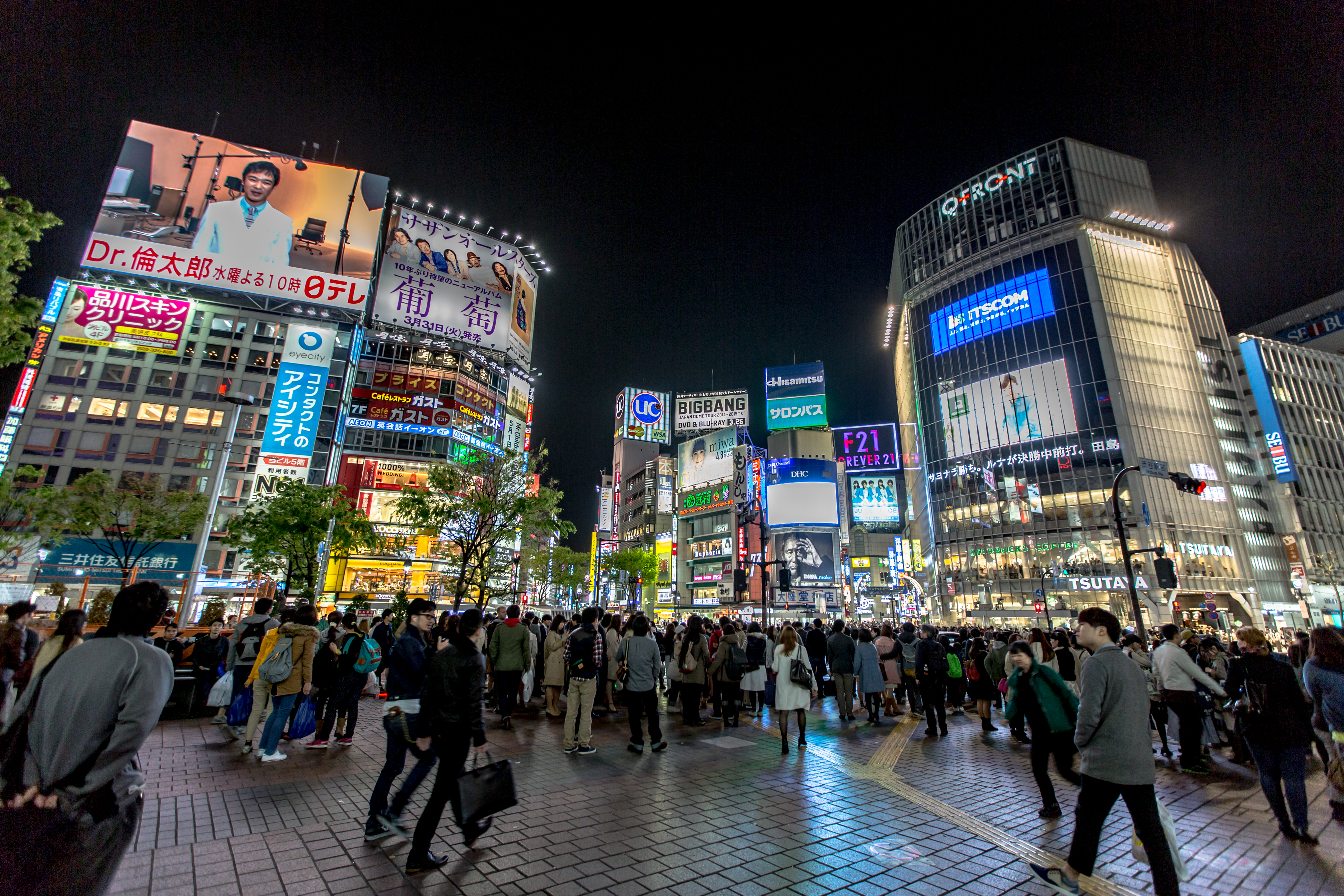
Tokyo est la capitale de Japon
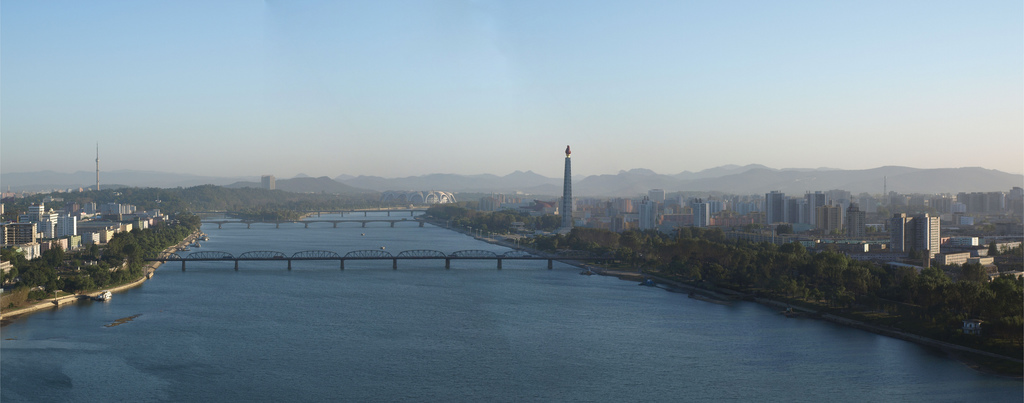
Pyongyang est la capitale de la Corée du Nord.
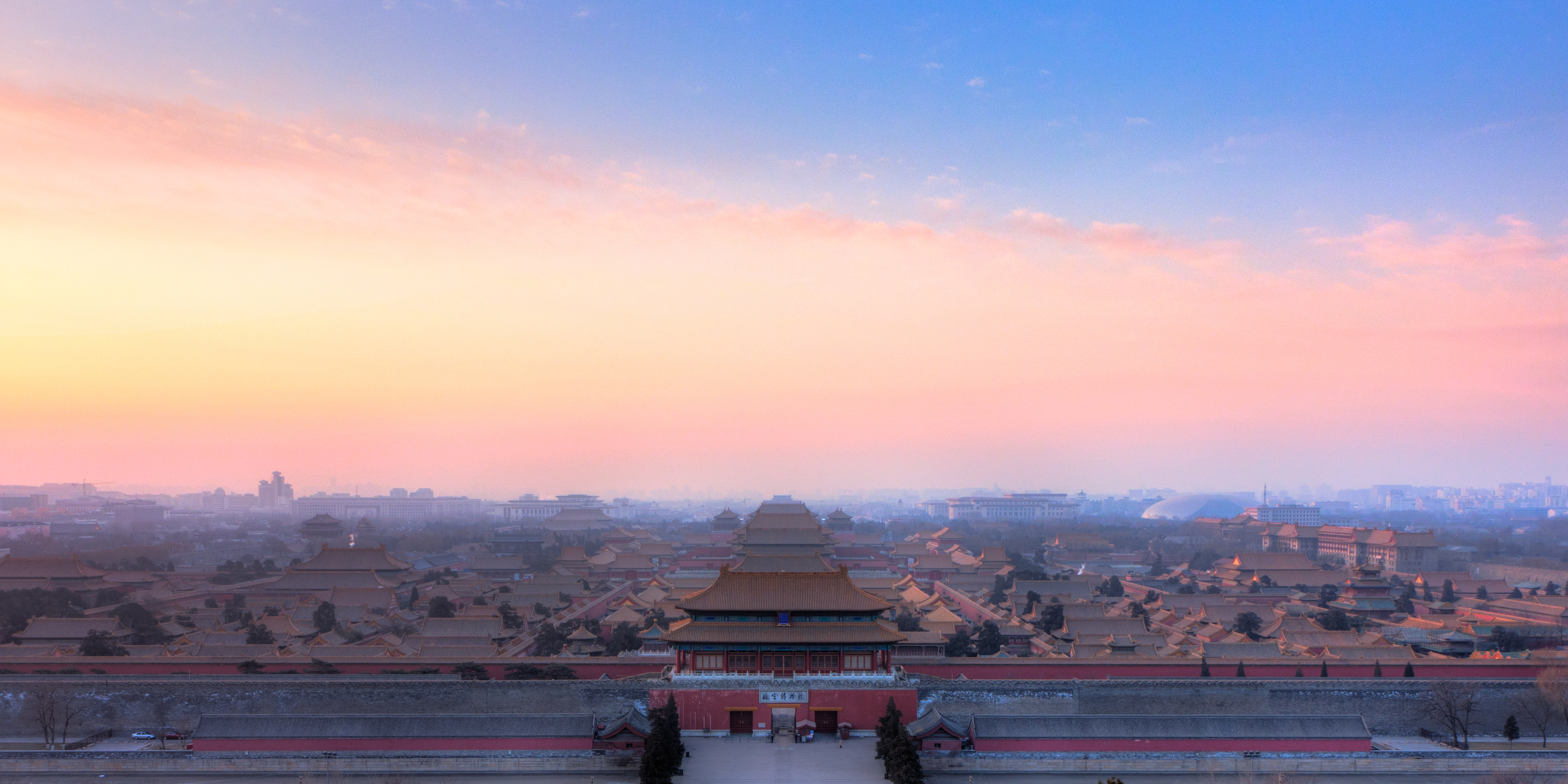
Pékin est la capitale de la Chine.
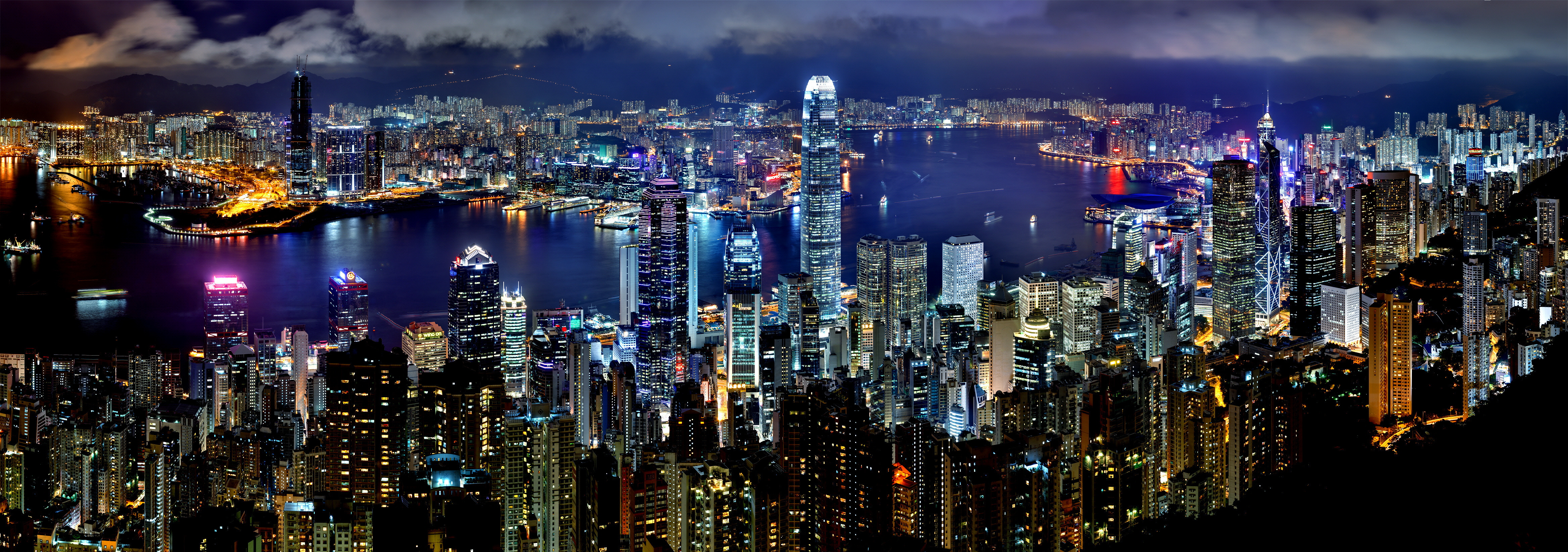
Hong Kong.
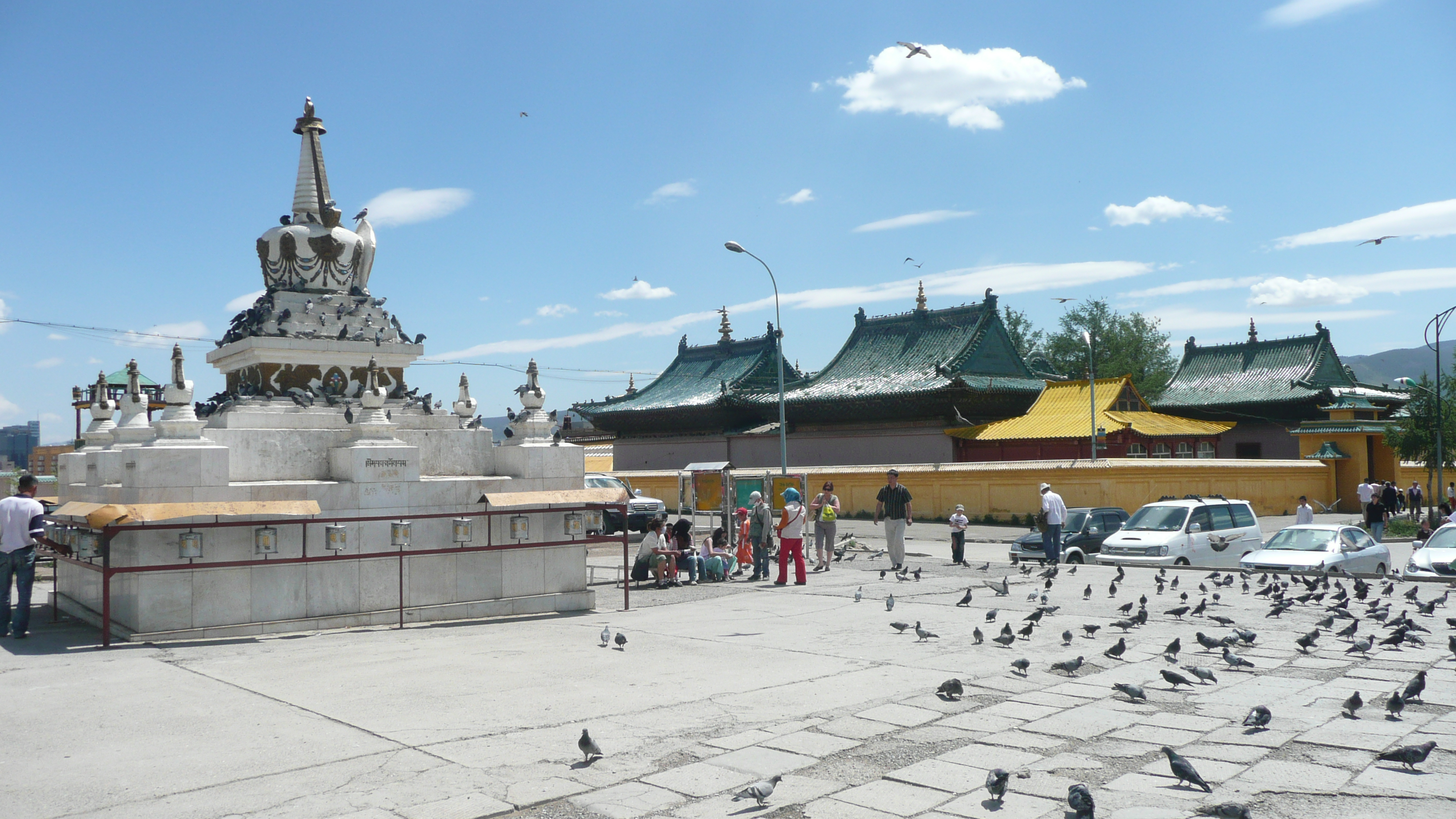
Oulan-Bator est la capitale de la Mongolie.

## Culture
Historiquement, la Chine a profondément influencé les autres pays d'Asie de l'Est, notamment au niveau du vocabulaire et de l'écriture, ainsi que des croyances et/ou religions. Le cœur de cette région est formé par la Chine de l'Est, la péninsule coréenne et le Japon ; ces pays et territoires ayant plusieurs points communs : 
- un climat humide, plus ou moins tempéré (continental au nord et tropical à l'extrême sud) et propice à l'agriculture (blé et surtout riz) ;
- des civilisations millénaires ;
- une écriture restée longtemps à base de sinogrammes ;
- une spiritualité associant bouddhisme, taoïsme et confucianisme.

## Démographie
Avec 1,6 milliard d'habitants en 2016, l'Asie de l'Est représente 21,8 % de la population mondiale. C'est la deuxième région la plus peuplée du monde après l'Asie du Sud.
| Année | Population de l'Asie de l'Est | Population mondiale | Part de l'Asie de l'Est |
| ----- | ----------------------------- | ------------------- | ----------------------- |
| 1950  | 666 586 000                   | 2 525 149 000       | 26,4 %                  |
| 1960  | 788 145 000                   | 3 018 344 000       | 26,1 %                  |
| 1970  | 978 113 000                   | 3 682 488 000       | 26,6 %                  |
| 1980  | 1 173 372 000                 | 4 439 632 000       | 26,4 %                  |
| 1990  | 1 368 592 000                 | 5 309 668 000       | 25,8 %                  |
| 2000  | 1 496 284 000                 | 6 126 622 000       | 24,4 %                  |
| 2010  | 1 575 320 000                 | 6 929 725 000       | 22,7 %                  |
| 2016  | 1 618 778 000                 | 7 432 663 000       | 21,8 %                  |

En raison d'un taux de fécondité très faible, la part de l'Asie de l'Est dans la population mondiale ne cesse de diminuer. De plus, l'Asie orientale est la région du monde qui vieillit le plus rapidement.

## Économie
En Amérique du Nord, à partir de la Seconde Guerre mondiale, l'Asie de l'Est devient un domaine d'étude interdisciplinaire appelé études de l'Asie de l'Est (East Asian studies). Du fait de l'émergence socio-économique, culturelle et politique de la région, l'Asie de l'Est devient depuis la fin du XXe siècle un domaine d'étude de plus en plus important au-delà de l'Amérique du Nord.